# San Luis Rey River

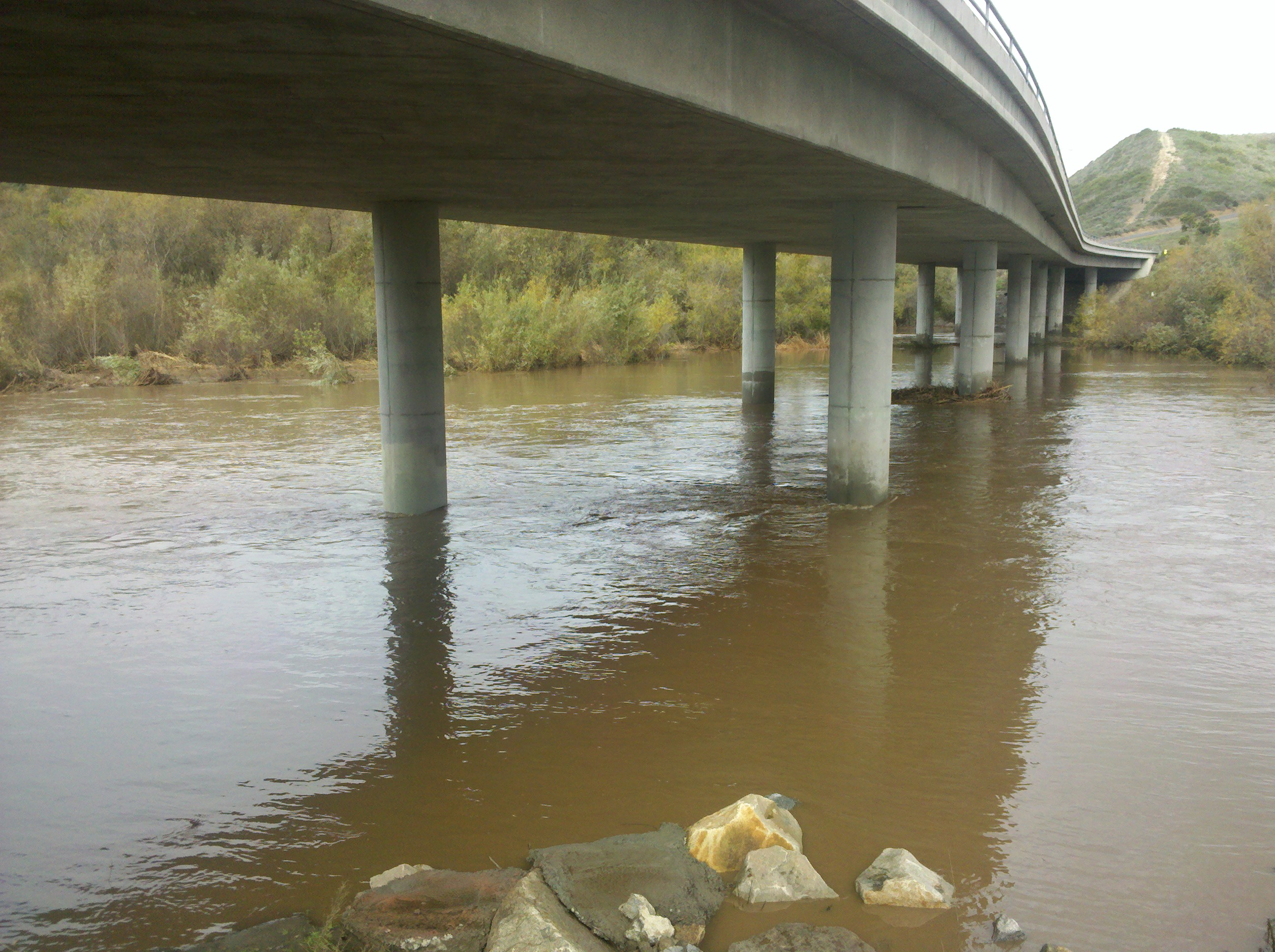
San Luis Rey River unter der Benet Road bridge nach einigen Tagen ergiebigem Regen, winter 2010

Der San Luis Rey River ist ein 88 Kilometer langer Fluss im Norden des San Diego County in Kalifornien. Der San Luis Rey River entspringt im Cleveland National Forest und durchquert diesen auch in seinem Oberlauf. Nahe Warner Springs am Oberlauf wird der San Luis Rey River zum Lake Henshaw gestaut. Im Norden von Oceanside mündet er schließlich in den Pazifik. Die letzten 11 Kilometer fließt der Fluss in einem 120 m breiten Kanal. Er entwässert ein Gebiet von 1456 km².
Die meiste Zeit führt der Fluss sehr wenig Wasser. Zunehmende Verstädterung, Bergbau und Landwirtschaft haben eine erhebliche Verschlechterung der Wasserqualität des Flusses verursacht. 